# Identitäre Bewegung

Logo der Identitären Bewegung mit dem griechischen Buchstaben Lambda (Λ = L)

Als Identitäre Bewegung (auch Identitäre Generation, kurz Identitäre oder IB) bezeichnen sich mehrere aktionistische, völkisch orientierte Gruppierungen, die ihrem Selbstverständnis nach einen sogenannten „Ethnopluralismus“ vertreten. Sie gehen von einer geschlossenen, ethnisch homogenen „europäischen Kultur“ aus, deren „Identität“ vor allem von einer „Islamisierung“ bedroht sei.
Fachjournalisten, Wissenschaftler und Verfassungsschützer beschreiben Vorstellungen der IB als „Rassismus ohne Rassen“ und ordnen die Gruppen dem Rechtsextremismus zu. In Deutschland können die Identitären vom Bundesamt für Verfassungsschutz (BfV) nachrichtendienstlich überwacht werden, weil die Positionen der IB nicht mit dem Grundgesetz vereinbar seien. Auch in Österreich und Frankreich werden sie von den Staatsschutzbehörden überwacht.

## Gründungsgeschichte
Die Identitäre Bewegung entstand in Frankreich und fand Anhänger in weiteren Staaten Europas. Sie wurde auch von der 2003 in Italien gegründeten neofaschistischen CasaPound-Bewegung beeinflusst.
In Österreich wurde sie 2012 unter der Bezeichnung Verein zur Erhaltung und Förderung der kulturellen Identität im Vereinsregister eingetragen, in Deutschland seit 2014 als Identitäre Bewegung Deutschland. Der Verfassungsschutz gab für 2021 500 deutsche Mitglieder an. Für ihre Etablierung ist das Ausweichen des offenen Neonazismus auf eine unverfänglichere Form aufgrund des nach 2010 erhöhten Repressionsdrucks mitursächlich.
In Deutschland ging die Gruppierung aus der „Sarrazin-Bewegung“ hervor, einer kulturrassistischen Splittergruppe, die sich auf die Schrift Deutschland schafft sich ab des rechtspopulistischen Publizisten Thilo Sarrazin berief, und wurde im Oktober 2012 als Facebook-Gruppe gegründet.
Sie repräsentiert den deutschen Ableger der Organisation „Génération identitaire“, die ursprünglich in Frankreich als Jugendsektion des „Bloc identitaire“ gegründet wurde. Dieser wiederum ist die Nachfolge- und Ersatzorganisation der rechtsextremistischen Unité radicale (UR), die 2002 nach einem Attentat eines ihrer Mitglieder am Nationalfeiertag auf den französischen Präsidenten Chirac als staatsgefährdende Vereinigung verboten wurde.

## Ideologie
Ideologisch vertreten die Identitären einen Ethnopluralismus. Er geht von einer biologisch begründeten Einheitlichkeit einer Volks- und Abstammungsgemeinschaft (Homogenität) aus und strebt die kulturelle „Reinhaltung“ der Gesellschaft von äußeren Einflüssen an, die als „fremd“ oder gar „feindlich“ definiert werden.
Daher fordert die IB „ethnopluralistische Vielfalt“ statt eines „kulturellen (supra-nationalen) Einheitsbreis“, eine Position folglich, die eine ethnisch und kulturell homogene Gesellschaft statt einer multikulturellen Struktur auf nationaler Ebene anstrebt.
Jedes „Volk“ – gemeint in einer völkischen Bedeutung als ethnisches Kollektiv – habe eine separate gemeinschaftliche Kultur und einen je „eigenen Charakter“, die gegen Bedrohungen und Vermischungen zu schützen seien. Der Begriff „Rasse“ werde – so der Politikwissenschaftler Roland Sieber – zwar vermieden, jedoch sei der Bezug auf die nationalsozialistische Parole „Du bist nichts, dein Volk ist alles“ „offensichtlich“. In der Rassismusforschung wird die von der Identitären Bewegung vertretene „ethnopluralistische“ Konzeption als „Rassismus ohne Rassen“ (Stuart Hall) definiert. Abgelehnt werden von der Identitären Bewegung Möglichkeiten gesellschaftlichen Wandels, Integration und kulturelle Adaption, eine flexible Identitätsbildung oder ein Wandel religiöser Überzeugungen, allgemein individuelle Entscheidungen bezüglich Moderne, Kultur, Werten und Traditionen, sowohl auf Seiten der ansässigen Bevölkerung als auch auf Seiten der Migranten. Den Gruppen werden unveränderliche Charakterzüge zugeschrieben, die durch den Zufall der Geburt in einer bestimmten Weltregion festgelegt seien. Dem demokratischen Parlamentarismus begegnen die IB-Aktivisten mit kaum verhohlener Ablehnung, wenn z. B. einer Gesellschaftsordnung, die auf einer ethnischen Reinheitsvorstellung gründet, bescheinigt wird, sie brauche „keinen Parteienstaat“. Die Identitäre Bewegung strebt eine „identitäre“ – im Gegensatz zur repräsentativen Demokratie an.
Die Identitäre Bewegung stellt sich in die Tradition der antidemokratischen, vor allem von bürgerlichen Intellektuellen und Akademikern getragenen „Konservativen Revolution“ der Weimarer Republik.
Durch eine möglichst unverfängliche Sprache und eine mitunter subtile Beeinflussungsstrategie auf den öffentlichen Diskurs sollen in der Gesellschaft negative Assoziationen gegenüber rechtsextremistischen Parolen und Ideen überwunden und eine gesellschaftliche Anschlussfähigkeit erreicht werden. Diesem Ziel dienen neue Begriffs- und Theoriekonstrukte; zudem sollen Sagbarkeitsfelder erweitert und dadurch eine neue Akzeptanz gegenüber extremistischen Werten und Vorstellungen geschaffen werden. Die Fokussierung der IB auf eine vorgebliche ethnokulturelle Identität als zentrales Merkmal einer Zugehörigkeit zur Gemeinschaft steht im Widerspruch zum freiheitlichen Wesen des Grundgesetzes, das die Menschenwürde als Fixpunkt definiert.
In Ablehnung der Idee universeller Menschenrechte heißt es in einem von Martin Sellner und Walter Spatz, zwei führenden Köpfen der IB, herausgegebenen Gesprächsband beispielsweise: „Der Sammelbegriff Mensch ist in seiner identitären Bedeutsamkeit nur für die jeweiligen Völker angebracht. Einen weltweiten An- und Zuspruch gibt es nicht. Dieser ist letztlich Ausdruck der Machenschaft einer abstrahierten Identität, die uns vom Eigenen trennt.“
Im Zentrum der identitären Propaganda steht das Schlagwort vom „Großen Austausch“: Derzeit werde mit dem Mittel der Migration die europäische Bevölkerung gegen eine nichteuropäische „ausgetauscht“, die in wesentlichen Teilen aus Kriminellen und Sozialleistungserschleichern bestehe. Es handle sich bei Migration um einen „reinen Bevölkerungstausch“. Betrieben werde dieses Unternehmen von einer „Sozial-Asyl-Migranten-Lobby“. Die IB ruft dazu auf, „Widerstand zu leisten“. „Das Volk“ sei „die letzte Verteidigungslinie.“ In ihrer Propaganda bedient sich die Identitäre Bewegung einer martialischen Kriegsrhetorik und zieht Parallelen zwischen der heutigen Situation und der sogenannten Reconquista, der schrittweisen Rückeroberung der iberischen Halbinsel aus dem muslimischen Machtbereich durch christliche Kräfte zwischen dem 8. und 15. Jahrhundert. Die IB benutzt zudem die Strategien der Delegitimierung, Generalisierung, Viktimisierung, Umkehrung sowie der negativen Begriffe, um den Eindruck einer krisenhaften und bedrohlichen Situation aufzubauen. Als Feindbilder und Sündenböcke fungieren explizit Politiker; dagegen werden Migranten und Geflüchtete unterschiedlich explizit, aber bestimmt als Gefahr und Bedrohung dargestellt („Siedler“, „Invasion“, „Terror-Refugee“, „selfugees“, die den eigenen „Garten beziehen und Frau und Tochter beanspruchen“).
Entgegen ihrem Selbstverständnis und auch nach außen vermittelten Bild als intellektuelle und avantgardistische Speerspitze einer neurechten gewaltfreien und -verneinenden Widerstandsbewegung hatte die IB bereits in der Vergangenheit eine Affinität zum Kampfsport gezeigt. Dieser ist z. B. regelmäßiger Teil der „Sommeruniversitäten“ der französischen IB, zu denen auch deutsche Aktivisten anreisen. Auch bei einem Strategietreffen der IB Schwaben 2019 wurde ein Sportprogramm angeboten, das aus Kickbox- und Boxtraining bestand. Von Seiten der IB kam es in der Vergangenheit auch zu vereinzelten gewalttätigen Aktionen bzw. Straftaten.
Im Zuge des russischen Überfalls auf die Ukraine begrüßte die IB ein angebliches Ende eines „unipolaren Zeitalters der US-Hegemonie“ und die Etablierung einer „Gegenerzählung zum liberalen Westimperium“. Man wolle für keine Seite Partei ergreifen, eine Verurteilung des russischen Angriffskriegs wurde abgelehnt. Umfragen, die innerhalb der IB durchgeführt wurden, ergaben eine Unterstützung mit bis zu 75 Prozent für die russische Position.
Nach dem Terrorangriff der Hamas auf Israel am 7. Oktober 2023 behauptete der IB-Protagonist Martin Sellner, dass – ähnlich wie angeblich die USA bei den Terroranschlägen am 11. September 2001 oder bei dem japanischen Angriff auf Pearl Harbor am 7. Dezember 1941 – Israel den Hamas-Angriff entweder selbst initiiert oder zugelassen habe, um eine moralische Rechtfertigung für eine Kriegserklärung gegen das palästinensische Volk zu schaffen, da die palästinensische Seite perspektivisch mehr junge waffenfähige Männer aufweisen könne, was Israel nicht zulassen wolle. Er warnte, dass eine Solidarisierung mit einer der beiden Seiten zu einer Spaltung des rechten Lagers führen könne, und empfahl, den Konflikt zu nutzen, um eine „Multikulturalisierung Europas“ anzuprangern und dafür eine „Remigration“ zu fordern.

## Logo

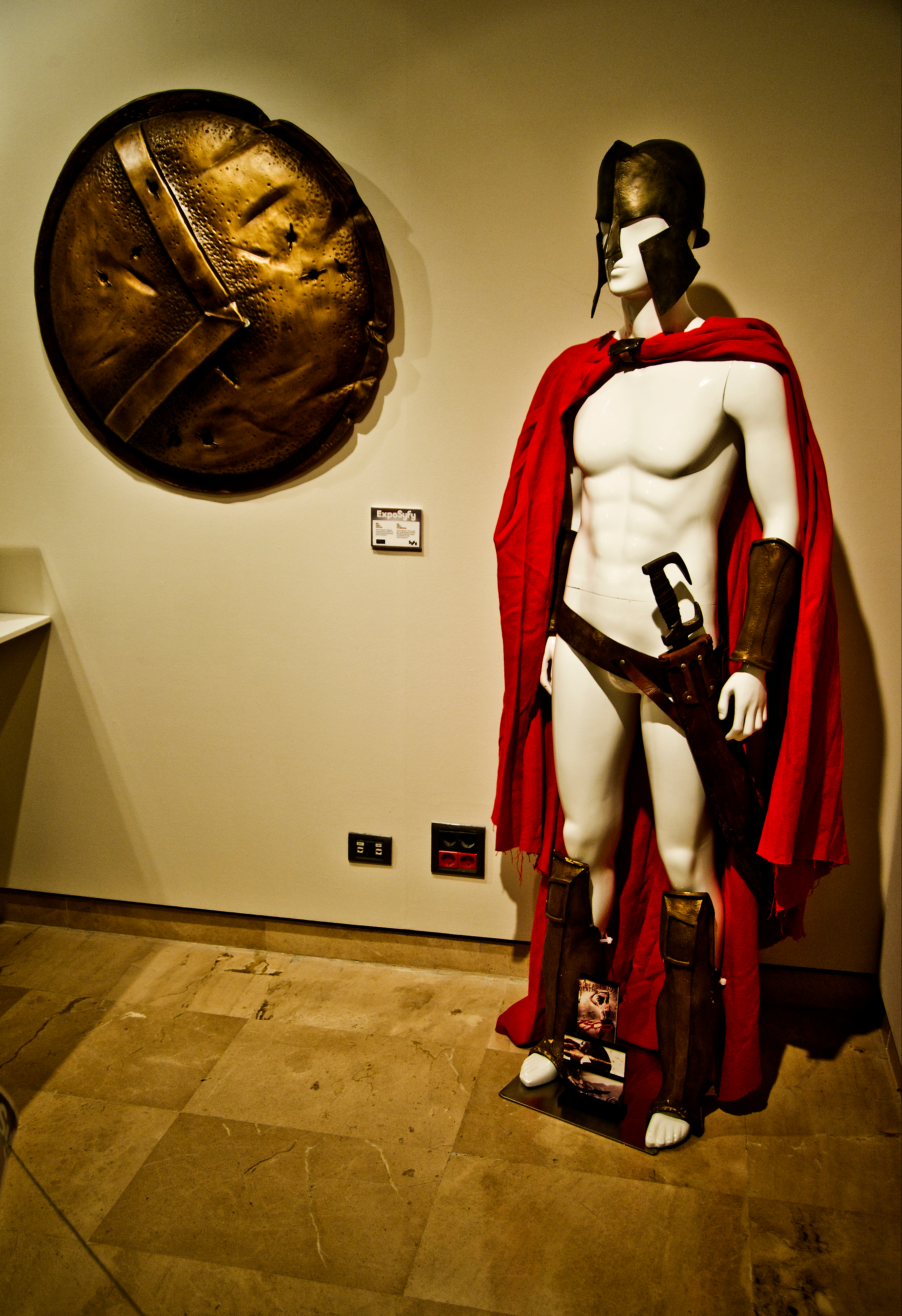
Originalkostüm aus dem Film 300, ausgestellt bei der ExpoSYFY in San Sebastián, Spanien

Das Logo der Bewegung ist der griechische Buchstabe Lambda (Λ = L) in Gelb auf schwarzem Grund im gelben Kreis.
Es wird angenommen, dass die Identitären das Logo von dem Schmuck der Schilde der spartanischen Hopliten im Film 300 entlehnten. Dort und in der Comicvorlage stellt sich eine kleine Schar spartanischer Kämpfer in der Schlacht bei den Thermopylen einer persischen Invasionsarmee entgegen. Volker Weiß, Arno Frank und Danijel Majić sehen Parallelen zwischen der Ideologie der IB und der als Abwehrkampf gegen eine „Multikulti-Streitmacht“ (Weiß) und Rettung der abendländischen Kultur zu deutenden Filmhandlung. Zudem wird darauf hingewiesen, dass die Comicvorlage revisionistisch (Frank) und der Film wegen seiner Kulturkampfsymbolik in rechten Kreisen beliebt sei (Majić). Frank sieht zudem eine Ähnlichkeit des Lambda-Symbols mit der SA, die er für nicht zufällig hält.
Auch nahezu alle Social-Media-Postings und sonstige Produkte der IB waren in den Farben Gelb-Schwarz gehalten und mit dem Lambda versehen. Mittlerweile ist allerdings zu beobachten, dass, wie Inhalte von IB-Gruppen wie „Wackre Schwaben / Reconquista21“, „Lederhosen Revolte“, „Isar Legion“, „Westfalens Eichensöhne“, „Revolte Rheinland“ oder der Frauengruppierung „Lukreta“ verdeutlichen, auf IB-Aktionen oder Verlautbarungen diese Farben und Symbolik weitestgehend fehlen. Die IB verzichtet somit auf ihren Wiedererkennungsfaktor, spricht aber dadurch leichter Personen außerhalb ihres eigenen Anhängerkreises an. Gleichzeitig dient der Aufbau scheinbar voneinander unabhängiger Kleingruppen, die Namen mit einem lokalen oder regionalen Bezug nutzen und sich virtuell vernetzen, auch dazu, sich vor staatlichen Maßnahmen oder auch Aktionen politischer Gegner zu schützen.
In Österreich ist das Tragen, Zur-Schau-Stellen und Verbreiten von Symbolen der Identitären Bewegung seit 2021 durch das Symbole-Gesetz verboten.

## Vernetzung im rechten und rechtsextremen Milieu

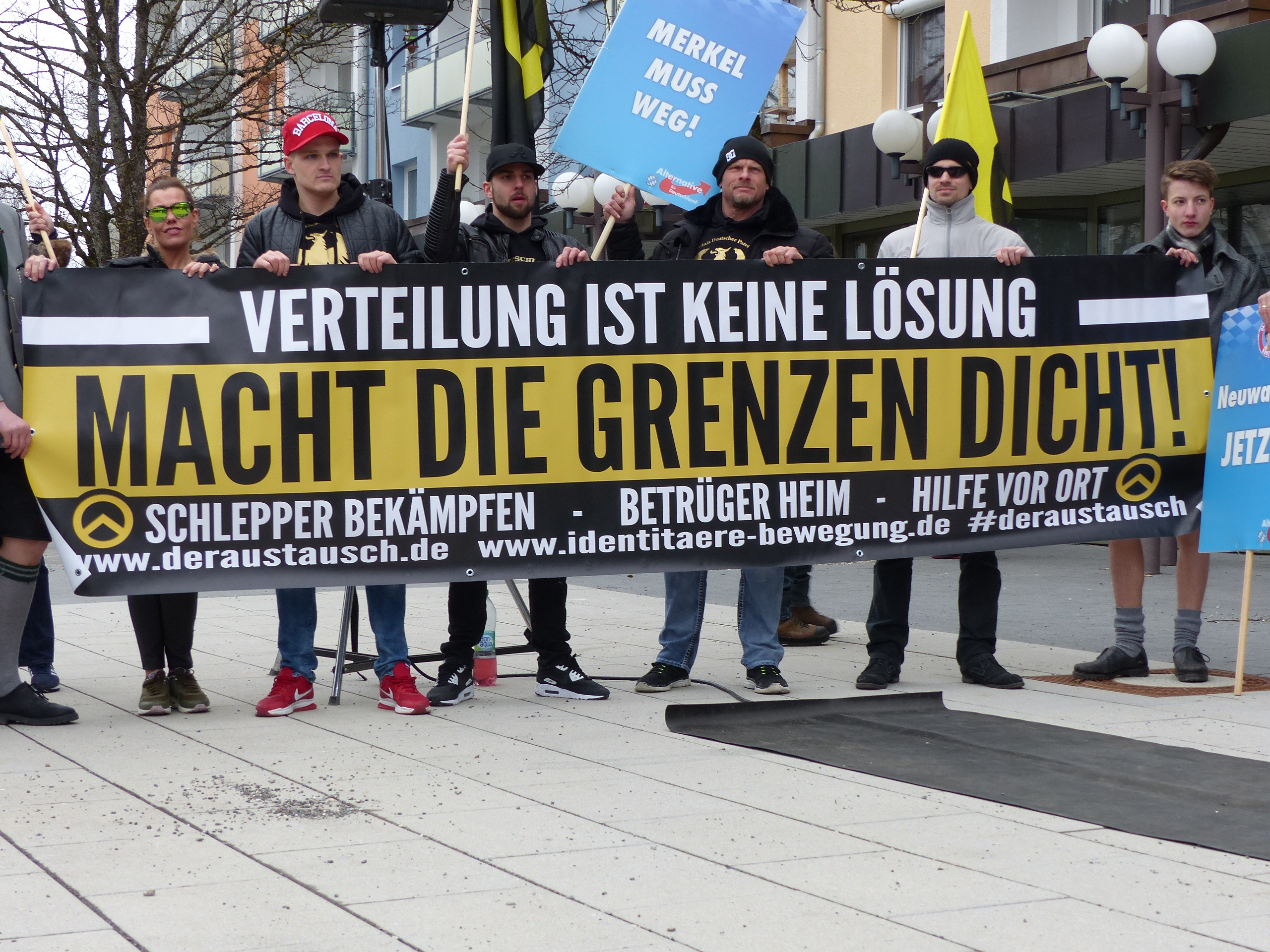
Banner der Identitären Bewegung auf einer Demonstration der Alternative für Deutschland (AfD) in Geretsried

Überschneidungen gibt es in Deutschland mit anderen Gruppierungen am rechten Rand, so mit Studentenverbindungen besonders des deutsch-österreichischen Dachverbandes Deutsche Burschenschaft oder der Bewegung Pro NRW. Unterstützt wird die Identitäre Bewegung Deutschland publizistisch von der der Neuen Rechten zugeordneten Zeitschrift Blaue Narzisse. Eingang fanden Angehörige der Gruppe auch bei der AfD, sei es in der Jugendorganisation bis hin zum Landesvorsitzenden oder auch als Landtagskandidat. Dort war es vor allem die „Patriotische Plattform“, die die Forderung nach einer „engeren Zusammenarbeit zwischen Identitärer Bewegung und AfD“ vertrat, da diese Bewegung ebenfalls eine „Alternative für Deutschland“ darstelle.
Rechtsaußen taktisch zwischen konservativ und rechtsextremistisch changierend, stehen der Gruppe das Institut für Staatspolitik und die Wochenschrift Junge Freiheit nahe, bewerben sie oder verwenden sich für sie „als ihre Stichwortgeber“. Der neurechte Verleger und Mitbegründer des Instituts für Staatspolitik Götz Kubitschek pries die IB 2016 als „unnachahmliches, spektakuläres Aktionsbündnis“, das „die mutigen Teile der Jugend“ einsammle. Ende 2019 schrieb er allerdings, es sei „dem Staat […] gelungen, einen jungen, patriotischen Ansatz zu kriminalisieren, der unter normalen Bedingungen aufgrund zweier Gründungskriterien zu einem großen Erfolg hätte werden können: Gewaltfreiheit und Internationalität. […] Es wird weitergehen […] Die Jungs […] müssen jedenfalls neu nachdenken, sich neu erfinden, den Dreh rauskriegen.“ Der österreichischen Zeitschrift Neue Ordnung sagte Kubitschek Ende 2019, die Identitäre Bewegung sei „bis zur Unberührbarkeit kontaminiert“. Es werde nichts Großes mehr daraus.
Eine Studie der Berliner Senatsverwaltung für Inneres kam 2015 zu dem Schluss, es gebe eine Aktionseinheit gegen Flüchtlinge von Bürgerbewegung Pro Deutschland, HoGeSa Berlin, Identitärer Bewegung und Berliner NPD. Dieses „rechtsextremistische Teilnehmerpotenzial“ schlage sich auch in der Zunahme strafrechtlich relevanter Vorfälle nieder. Aufgegriffen wurde das kulturrassistische Konzept auch durch die Jugendorganisation der NPD mit einer Kampagne „Identität – Werde, wer Du bist“.
Es bestehen weiter enge personelle und finanzielle Verflechtungen mit dem von Jürgen Elsässer geführten Magazin Compact. Der Identitären-Sprecher Martin Sellner ist Mitarbeiter der Initiative Ein Prozent, eines Bündnisprojektes zusammen mit Elsässer und dessen Magazin, Götz Kubitschek (Institut für Staatspolitik, Sezession, Verlag Antaios) und Hans-Thomas Tillschneider (Alternative für Deutschland). Die auf der Compact-Konferenz präsentierte und vom Internetauftritt des Magazins unterstützte Initiative hat Medienberichten zufolge der Identitären Bewegung über 10.000 Euro an Spendengeldern zukommen lassen.
In Österreich sprechen Medien von einem „Netzwerk der Identitären mit der FPÖ“. Sie seien über Staatsgrenzen hinweg „exzellent“ mit rechtspopulistischen bis rechtsextremen Gruppierungen verbunden. Hervorgehoben werden vor allem „ungarische und polnische Neonazis“. Das Dokumentationsarchiv des österreichischen Widerstandes (DÖW) wies 2016 darauf hin, dass im „Fall der ‚Identitären‘ […] die Dominanz von Mitgliedern deutschvölkischer Korporationen derartige Ausmaße angenommen [hat], dass sie auch als deren aktionistischer Arm und/oder rekrutierendes Vorfeld angesehen werden können“.
Vom österreichischen Verfassungsschutz wird die Identitäre Bewegung wie folgt eingestuft (2014): „Die als ‚Bewegung‘ auftretende Szene stellt die ‚Identität des eigenen Volkes‘ in den Mittelpunkt ihrer Propaganda. Unter dem Deckmantel, das jeweilige Land respektive ‚ganz Europa‘ vor einer ‚Islamisierung‘ und vor Massenzuwanderung schützen zu müssen, wird auf einer pseudo-intellektuellen Grundlage versucht, das eigene rassistisch/nationalistisch geprägte Weltbild zu verschleiern. Die Distanzierung vom Neonazismus in öffentlichen Statements ist als taktisches Manöver zu werten, da sich in den Reihen der Bewegungseliten amtsbekannte Neonazis befinden und Kontakte in andere rechtsextremistische Szenebereiche bestehen.“
Die Ideologie der vor allem in den USA präsenten rassistischen und antisemitischen Alt-Right ist von der Identitären Bewegung beeinflusst. Umgekehrt unterstützt der amerikanische Rechtsextremismus die Identitäre Bewegung organisatorisch und finanziell, insbesondere die Aktion Defend Europe. Ideologische Parallelen existieren beispielsweise mit Blick auf die Verwendung eines „moderat klingenden“ euphemistischen Sprachgebrauchs, der „nationalchauvinistisches“ Gedankengut verschleiern und akzeptabler erscheinen lassen soll. Der Grundsatz universaler Menschenrechte wird abgelehnt und ein „Schutz“ „biokultureller Diversität“ an die Stelle gesetzt.
Innerhalb der Identitären Bewegung werden auch die Thesen Alexander Dugins diskutiert, eines Theoretikers der russischen extremen Rechten und „Neo-Eurasisten“. Die IB warb zudem mit einem Bild, das Dugin mit geschulterter Panzerfaust zeigt.
Im August 2024 veröffentlichten Journalisten von RTL Aussagen, die sie undercover bei einer Veranstaltung der Identitären in Wien aufgenommen hatten. Darin werden Äußerungen einer angeblich der AfD nahestehenden Besucherin aus Deutschland zitiert, die den Holocaust lobte und mit „Srebrenica 2.0“ einen Völkermord an Muslimen in Deutschland forderte. Die österreichische Staatsschutzbehörde DSN leitete Ermittlungen ein.

## Aktionen

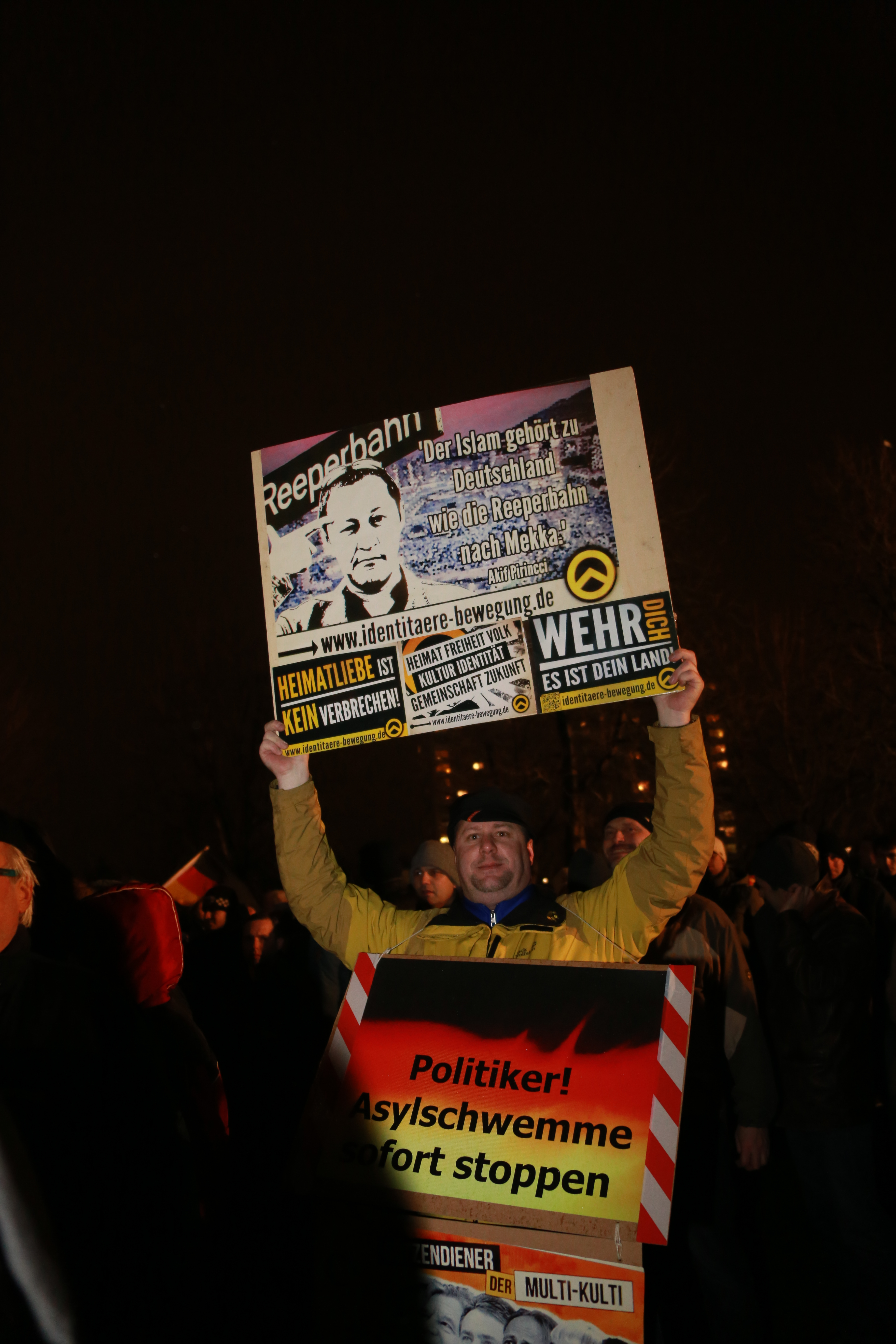
Identitärer bei Pegida-Demo in Dresden, 2015

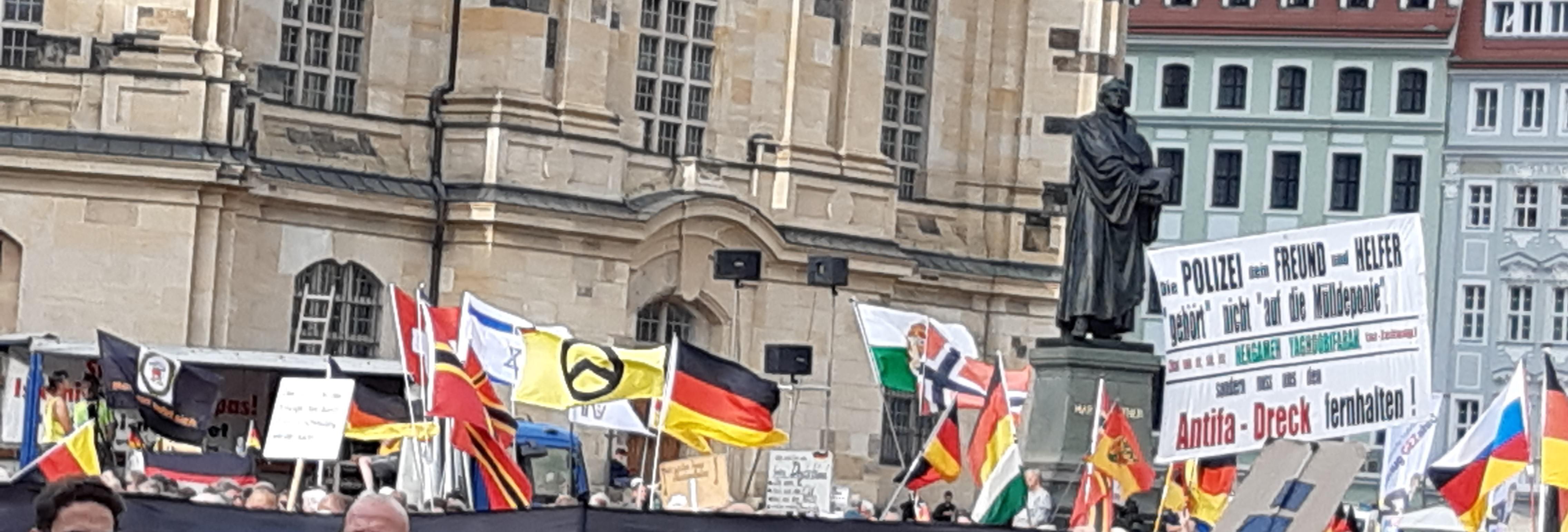
Fahne der Identitären Bewegung bei einer Pegida-Demo in Dresden, 2020

### Aktionsformen
Gewählt wurden wiederholt Aktionsformen, die politologisch gelegentlich als „rechte bzw. rechtsextreme Kommunikationsguerilla“ bezeichnet werden. Sie sollten jedoch, heißt es, „nicht leichtfertig als Praktiken einer neuen sozialen Bewegung“ missverstanden werden. Aktionen verlaufen durchaus auch gewalttätig gegen Sachen und gegen Personen. Das Vorgehen wurde auch als Aneignung linker Protestkultur bezeichnet.
Öffentliche Aufmerksamkeit erlangte im März 2010 die französische „Génération Identitaire“, als Aktivisten in einem Schnellimbiss mit Schweineköpfen maskiert demonstrierten. Die Linke verlangte in Frankreich ein Verbot der „Génération Identitaire“, die Regierung entschied sich dagegen. Ähnliche Aktionen fanden auch andernorts statt, zum Teil wiederum mit Schweineköpfen. Damit knüpfte sie an Aktivitäten von Neonazis um Michael Kühnen an (Eselskopf und Schild „Ich bin ein Esel, weil ich immer noch glaube, dass die Deutsche Wehrmacht Verbrechen begangen hat.“).
In Deutschland fand eine erste Aktion dieser Art 2012 statt. Eine Gruppe „Nationale Sozialisten Rostock“ maskierte sich und tanzte auf „Hardbass“ wenige Minuten durch Rostock. Nach Meinung von Roland Sieber verbreiten derartige Auftritte sich seit 2011 unter europäischen Neonazis. Tatsächlich fand Ähnliches auch andernorts statt, zum Teil wiederum mit Schweineköpfen.
Mit kurzen Tanzakten und Maskeraden nach dem Beispiel anderer rechter Gruppen, mit der Darbietung einer IS-Hinrichtung, einer Bühnenbesetzung, der Störung einer akademischen Veranstaltung zum Thema „Asyl“ oder einer mehrminütigen Besetzung des Brandenburger Tors bewirkt die Gruppe bei regelmäßig geringer Teilnehmerzahl und kürzester Dauer, manchmal nur Sekunden, durch die Verbreitung in sozialen Medien öffentliche Beachtung.
Am 4. Juli 2017 verteilte die Bewegung in Cottbus Pfefferspray an Frauen „zur Verteidigung gegen kriminelle Ausländer“. Nach Ansicht der Staatsanwaltschaft handelte es sich dabei um eine nicht angemeldete Versammlung. Bei einer daraufhin im August 2017 bei Robert Timm, dem Leiter der Identitären in Berlin-Brandenburg, durchgeführten Hausdurchsuchung wurden Unterlagen und Datenträger sichergestellt.
Am 10. März 2018 wurde Martin Sellner, Chef der Identitären Bewegung in Österreich, am Flughafen London-Luton festgenommen und an der Einreise nach Großbritannien gehindert. Er wollte an einer Veranstaltung der britischen Identitären an der Speakers’ Corner in London teilnehmen.
Im Jahr 2018 war die Identitäre Bewegung laut Einschätzung von Volker Weiß „medial kaum mehr zu sehen, von realen Aktivitäten ganz zu schweigen“.
Am 25. August 2018 organisierte die Identitäre Bewegung ein „Straßenfestival“ in Dresden unter dem Namen Europa Nostra (Unser Europa), zu dem Identitäre aus ganz Europa anreisten.
Am 20. Juli 2019 fand in Halle an der Saale das „IB-Festival“ mit rund 250 Besuchern statt. Ende 2019 startete die IB im Netz den Theorieblog Originem.
Wie im August 2020 aus einer Antwort der Bundesregierung auf eine parlamentarische Anfrage der FDP-Bundestagsfraktion hervorging, lägen Erkenntnisse vor, dass die Identitäre Bewegung „Vereine gründet, deren Bezeichnungen keine Rückschlüsse auf die IBD selbst zulassen, und diese auch zum Zwecke der Anmietung von Veranstaltungsörtlichkeiten nutzt“. Laut dem FDP-Innenpolitiker Benjamin Strasser geht von einer solchen Entwicklung „die Gefahr aus, dass im Schatten dieser Tarnvereine junge Menschen für die rechtsextreme Ideologie der Identitären gewonnen und geschult werden“.
2020 rief die Identitäre Bewegung die Kampagne „Niemals auf Knien“ ins Leben. Der Kampagnenname bezieht sich auf die im Zuge der Black-Lives-Matter-Bewegung verbreitete Kniefallgeste, die Solidarität mit der Bewegung ausdrücken soll. Zudem behauptete die Identitäre Bewegung, das Ziel der Black-Lives-Matter-Bewegung sei es, „antiweißen Rassismus und linke Selbsthassideologie“ zu verbreiten. Durch Erzeugung von Schuldgefühlen bei der weißen Bevölkerung in Europa solle diese unterworfen und ausgelöscht werden.
Nach dem von 2017 bis 2019 bestehenden Hausprojekt in Halle (Saale) eröffnete die IB im November 2023 in Chemnitz ihr Hausprojekt „Zentrum Chemnitz“. Ein Chemnitzer IB-Aktivist und der Leiter der Identitären Bewegung Deutschland, Philip Thaler, hatten zuvor eine Immobilienfirma in Chemnitz gegründet und über diese die Räume für das Hausprojekt erworben.

### Defend Europe
Im Jahr 2017 charterten Aktivisten der IB unter dem Slogan „Defend Europe“ das Schiff C Star mit dem Ziel, Flüchtlinge daran zu hindern, über das Mittelmeer nach Europa zu kommen. Dazu wollten sie Rettungsmissionen von Nichtregierungsorganisationen, die Flüchtlinge aus Seenot retten, beobachten und stören. Zu den Initiatoren gehörte unter anderem der Co-Leiter der Identitären Bewegung in Österreich, Martin Sellner.
Bereits im Mai 2017 behinderten Mitglieder der Identitären Bewegung kurzzeitig das Auslaufen eines Schiffes der SOS Méditerranée aus einem italienischen Hafen und besetzten ein Museumsschiff in Bremen. Die Behinderung der Rettung schiffbrüchiger Migranten gilt als lebensbedrohend und strafrechtlich relevant, da das Seerecht grundsätzlich zur Rettung von Schiffbrüchigen verpflichtet. PayPal fror das Konto von „Defend Europe“ ein, da die Firmenrichtlinien Zahlungen oder Spenden an Organisationen untersagten, „die Hass oder Gewalt unterstützen“, zuvor hatten sie innerhalb von drei Wochen 63.000 Euro gesammelt. Auch das YouTube-Video der Kampagne wurde wieder entfernt, weil es gegen die Nutzungsbedingungen verstoße. Das anschließend genutzte Konto der IB bei der Steiermärkischen Sparkasse wurde nach einer Unterschriftenaktion der Kampagnenorganisation „Aufstehn“ ebenso gekündigt.
Trotzdem gelang es den Aktivisten der IB, das Schiff C Star für ihre Aktion zu chartern. Vizekapitän des Schiffes ist Alexander Schleyer, ein ehemaliger deutscher Marinesoldat, der für das neurechte Magazin Blaue Narzisse schreibt und bis Ende März 2017 parlamentarischer Mitarbeiter des FPÖ-Abgeordneten und geschäftsführenden Parteiobmanns in Niederösterreich, Christian Höbart, war.
Bereits auf der Fahrt ins Mittelmeer wurde die C Star am 17. Juli im Suezkanal festgehalten.
Kurz darauf wurde das Schiff in der Türkischen Republik von Nordzypern von türkischer Polizei festgesetzt und Besatzungsmitglieder vernommen. Dem Kapitän und dem ersten Offizier, die auch festgenommen wurden, wurde unter anderem Dokumentenfälschung vorgeworfen, da 5 von 20 angehenden Seeleuten aus Sri Lanka, die bis Zypern auf dem Schiff einen Teil ihrer Ausbildung absolvierten, ihr Flugticket nicht nutzten, sondern Asyl beantragten.
Am 11. August 2017 sendete das Schiff eine Pan-Pan-Meldung, dass das Schiff vor Libyen manövrierunfähig sei, weil der Motor ausgefallen war. Die EUNAVFOR MED Operation Sophia in Rom beorderte das Schiff Sea-Eye, der C Star Hilfe zu leisten, da dieses Schiff der C Star am nächsten war. Die Sea-Eye ist ein Schiff der gleichnamigen NGO, gegen welche die Besatzung der C Star zuvor demonstriert hatte. Die Besatzung der C Star lehnte Hilfe ab und bestritt eine Notlage. Nach Daten der Trackingwebsite marinetraffic.com nahm das Schiff noch am selben Tag seine Route wieder auf. Am 18. August 2017 wurde die Aktion beendet, die C Star steuerte eine Position östlich von Malta an. Dessen Regierung verweigerte dem Schiff die Einfahrt in maltesische Häfen, was von den einheimischen Menschenrechtsgruppen Aditus Foundation, Graffiti, Integra Foundation, dem Jesuit Refugee Service (Malta) und The Critical Institute begrüßt wurde.
Nach eigenen Angaben weigerten sich die maltesischen Behörden, „Dienstleistungen“ zu erbringen. Eine Notlage, wie von der Identitären Bewegung behauptet, habe indes nie bestanden. Im Oktober 2017 wurde bekannt, dass die Identitären das Schiff im August verlassen hatten, ohne Proviant oder Geld zurückzulassen; die Besatzung wurde vom katalanischen Roten Kreuz auf dem Schiff seither mit Essen und Getränken versorgt. ITF-Spitzengewerkschafter David Heindel sprach von einer „Farce“ und bezeichnete die Organisation der Mission der Identitären als „schulbubenhaft“. Das Identitären-Mitglied Martin Sellner, der Teil von „Defend Europe“ war, sagte auf Twitter: „Wir haben [die Crew] nicht im Stich gelassen. Wir haben nach Ende unserer bezahlten Charter das Schiff verlassen.“

### Wirtschaftliche Aktivitäten
Laut dem Bundesamt für Verfassungsschutz sind Bemühungen der Identitären Bewegung zu erkennen, durch Gründung von Wirtschaftsunternehmen finanziell von der Umsetzung identitärer Projekte zu profitieren. Dazu zählen die Medienagentur „Okzident Media“, das Unternehmen „Schanze Eins“ als Finanzdienstleister zur Gewinnung von Investoren für identitäre Immobilienprojekte und die „Kohorte UG“, die hinter dem IB-Shop „Phalanx Europa“ steht, über den Merchandise-Artikel und Propagandamaterialien vertrieben werden. 2019 misslang der Versuch der Identitären Bewegung, das Schloss Reinsberg in Sachsen zu erwerben.

## Straftaten in Deutschland
Laut Innenministerium registrierten die Behörden zwischen April 2017 und August 2018 insgesamt 114 Straftaten mit Bezug zur Identitären Bewegung in Deutschland, weit überwiegend Vorfälle wie das Anbringen von Aufklebern, das Besprühen von Wänden und die Durchführung von nicht angemeldeten Versammlungen. In München kam es im August 2018 zu rechtsextremen Vorfällen, die zur Einleitung polizeilicher Ermittlungen wegen Volksverhetzung und Verwendens verbotener Symbole führten. Im Juni 2020 wurde ein Aktivist der Bewegung, der 2017 vor dem Haus der Identitären Bewegung in Halle (Saale) zwei Polizisten mit Pfefferspray angegriffen hatte, zu einer achtmonatigen Bewährungsstrafe verurteilt; der Mitangeklagte wurde freigesprochen.

## Strafverfahren in Österreich
Auf Veranlassung der Staatsanwaltschaft Graz führte die Polizei Ende April 2018 Durchsuchungen bei Mitgliedern der Identitären Bewegung Österreich (IBÖ) durch. Die Behörden legten der Gruppe die Bildung einer kriminellen Vereinigung zur Last. An kriminellen Handlungen wurden ihr drei Verhetzungsdelikte, eine Sachbeschädigung sowie eine Nötigung in Tateinheit mit Körperverletzung zugeschrieben. Die vorgeworfenen Verhetzungen bestanden aus einem Transparent mit der Aufschrift „Islamisierung tötet“, das die IBÖ am Büro der Grazer Grünen angebracht hatte, sowie dem Hissen eines Banners mit der Aufschrift „Erdogan hol deine Türken ham!“ an der türkischen Botschaft. In Folge der Ermittlungen wurde das Bankkonto der Gruppe gekündigt. Die Anklage wurde im Vorfeld des Prozesses von Rechtsexperten und Politikern stark kritisiert. So bezweifelte der frühere Vorstand des Strafrechtsinstituts der Universität Wien, Helmut Fuchs, dass der Tatbestand der kriminellen Vereinigung erfüllt sei. Man müsse „sehr aufpassen, dass nicht die Gesinnung bestraft wird“, warnte die Neos-Justizsprecherin Irmgard Griss. Der Justizsprecher der SPÖ, Johannes Jarolim, hielt die Anklage für „überzogen“.
Am 26. Juli 2018 sprach das Landesgericht für Strafsachen Graz die 17 Angeklagten vom Vorwurf der Bildung einer kriminellen Vereinigung sowie der Verhetzung frei. Zwei Angeklagte wurden wegen Sachbeschädigung, ein weiterer Angeklagter wegen Nötigung in Tateinheit mit Körperverletzung zu Geldstrafen verurteilt. Die Staatsanwaltschaft legte gegen den Richterspruch Berufung ein, so dass das Oberlandesgericht Graz über das Urteil zu befinden hatte. Am 23. Januar 2019 bestätigte dieses die Entscheidung des Straflandesgerichts Graz weitgehend. Lediglich die Verurteilung wegen Nötigung in Tateinheit mit Körperverletzung verwies es zur erneuten Entscheidung an das Straflandesgericht zurück. Dieser Verurteilung lag zu Grunde, dass der Rektor der Universität Klagenfurt einen IBÖ-Aktivisten bei einer Störaktion festgehalten und dieser sich daraufhin gewaltsam losgerissen hatte. Das Straflandesgericht wurde nun verpflichtet, zu entscheiden, ob der Rektor in seiner Funktion als Beamter handelte und ob abhängig davon eine einfache oder schwere Körperverletzung verwirklicht wurde.
Im März 2019 fand in der Wiener Wohnung Martin Sellners, des Co-Leiters der österreichischen Identitären, eine polizeiliche Hausdurchsuchung statt. Nach Angaben Sellners werde gegen ihn wegen „Gründung oder Mitgliedschaft in einer terroristischen Vereinigung“ ermittelt. Der Grund dafür sei eine Spende, die er von Brenton Tarrant, dem Attentäter von Christchurch, erhalten habe. Sellner bestritt, jemals Kontakt zu dem Attentäter gehabt zu haben.

## Verbot in Frankreich
Das französische Kabinett billigte am 3. März 2021 das Verbot und die Auflösung der bekanntesten Gruppe der Identitären Frankreichs, der Génération identitaire. Innenminister Gérald Darmanin begründete dies damit, dass die Gruppe wie eine „private Miliz“ auftrete und zu „Diskriminierung, Hass und Gewalt“ aufrufe.

## Einordnung

### Gesellschafts- und Politikwissenschaft
In einem Interview verwies der Sozialwissenschaftler Alexander Häusler vom Forschungsschwerpunkt Rechtsextremismus/Neonazismus der FH Düsseldorf auf den rechtsextremen Ursprung der Identitären Bewegung in Frankreich. Man wolle „den Rassismus modern und hip machen“ (2013). Später ergänzte Häusler, dass es darum gehe, die Jugend mit „nationalistischen und rassistischen Kampagnen“ anzusprechen. Im Glossar des bundesweiten Informations- und Kompetenznetzes BIKnetz – Präventionsnetz gegen Rechtsextremismus führte Häusler zur Identitären Bewegung Deutschland (IBD) aus, dass die Inszenierungsformen der Bewegung im neonazistischen, neurechten und muslimfeindlichen Milieu positiv aufgenommen wurden.
Der Historiker Volker Weiß sieht „altbekannte Parolen“. Die identitäre Behauptung, „man habe mit der extremen Rechten nichts gemein“, verwundere (2013). Die Beteuerungen, nicht rassistisch zu sein, überzeugten nicht, nachdem die Gruppe ideologisch „wesentlich“ auf Konzepte „des rechtsextremen Theoretikers Guillaume Faye“ gründe. Darauf wiederum bauten ihrerseits dann PEGIDA-Initiativen auf, für die „das Engagement von Protagonisten der äußersten Rechten augenfällig“ sei (2015). Der „avantgardistische Touch der IB“ bleibe „auf das Werbematerial beschränkt“. Die Bildgalerien der IB und ihrer Anhänger in den sozialen Netzwerken stammten hingegen „aus der Welt der «Schwarzen Romantik» und des Neofolk bis hin zu offenem Blut-und-Boden-Kitsch“ (2017). Weiß hebt außerdem „die rigiden Vorstellungen von Geschlechteridentität“ hervor. Daher rühre der identitäre „Feldzug gegen jede Form der Verunsicherung eines festen Geschlechterschicksals“. Der US-amerikanische Maskulinist und „apokalyptische Frauenfeind“ Jack Donovan beispielsweise sei mit seiner Schrift The Way of Men „freudig als Teil der eigenen Familie begrüßt“ worden, denn seine „Reduktion der Gesellschaft auf das Instinktverhalten der Tierwelt“ sei „korrekterweise als Entsprechung des eigenen Denkens identifiziert“ worden.
Der Erziehungswissenschaftler und Rechtsextremismusforscher Benno Hafeneger verortet die Identitäre Bewegung im „radikal rechten Lager“ (2013). Sie stehe „in der kulturkämpferischen Tradition eines Denkens in der Grauzone von Rechtskonservatismus, Rechtspopulismus und Rechtsextremismus“.
Nach dem österreichischen Soziologen Oliver Marchart ist die Identitäre Bewegung die „rechtsextreme Antwort auf postidentitäre soziale Bewegungen“ (2013). Sie vertrete xenophobe Vorstellungen, etwa Ethnopluralismus.
Eine Studie der Politologin Gudrun Hentges et al. kam 2014 zu dem Ergebnis, dass sich die Identitären in einem „Spannungsfeld“ zwischen Front National, französischer Nouvelle Droite bzw. deutscher Neuer Rechten und herkömmlichem deutschen Neonazismus bewegten.
Der Medienwissenschaftler Jeffrey Wimmer sieht eine „rechtsextreme Bewegung“ am Werk, die neuere Partizipationsmöglichkeiten für demokratiefeindliche Zwecke nutze (2014).
Die identitäre Gruppe in Österreich (IBÖ) wird vom Dokumentationsarchiv des österreichischen Widerstandes (DÖW) als rechtsextrem eingestuft (2014). Demnach bestehen Kontakte zu Neofaschisten im europäischen Ausland, etwa Italien und Ungarn. Führungskader kämen zum Teil aus dem organisierten Neonazismus. Die Bewegung zeige eine „ausgeprägte Militanz“. Es handle sich um eine „rechtsextreme Jugendorganisation mit vielfältigen faschistischen Anklängen in Theorie, Ästhetik, Rhetorik und Stil“. Durch Aktionismus und begleitende Öffentlichkeitsarbeit werde eine große Breitenwirkung angestrebt. Der sich verstärkende Repressionsdruck auf die Neonaziszene nach 2010 habe „maßgeblich“ zu einer taktischen Distanzierung vom „offenen Neonazismus“ als einem aufgrund gesetzlicher und polizeilicher Beschränkungen „wenig zukunftsträchtigen Modell“ geführt.
Die Gruppe habe eine „überschaubare Anzahl“ von Anhängern und greife auf „historische Topoi und dramaturgische Ausdrucksformen aus dem gesamten Fundus der extremen Rechten“ zurück, so der Historiker und Gedenkstättenmitarbeiter Michael Sturm (2015).
Laut den Politikwissenschaftlern Julian Bruns, Kathrin Glösel und Natascha Strobl (2017) distanzierten sich die Identitären nach außen hin taktisch vom Antisemitismus, verunglimpften jedoch Gedenkkultur wiederholt als „Schuldkult“. Alexander Markovics von den österreichischen Identitären habe zudem die nationalsozialistischen Verbrechen relativiert, indem er Fluchtbewegungen nach Europa mit dem Holocaust gleichgesetzt und festgestellt habe, beides sei „Völkermord“ und im Fall der Migration sei die „autochthone“ Bevölkerung Europas das Opfer. Natascha Strobl stellt überdies mit Bezug zu dem Terroranschlag auf zwei Moscheen in Christchurch fest (2019), dass solchen Taten ein gesellschaftlicher Diskurs vorausgehe, der religiöse Minderheiten marginalisiere und stigmatisiere. An diesem Diskurs hätten die Identitären gearbeitet, und wenn sie „proklamieren, sie seien die letzte Generation, die den Untergang Europas verhindern könne, dann ist Gewalt sprachlich in diesem Narrativ vorhanden“.
Trotz der vorgeblichen Abgrenzung und Distanzierung der IB von Antisemitismus kam die Politikwissenschaftlerin Elke Rajal (2018) nach einer Untersuchung von über hundert Artikeln der Identitären und deren Umfeld zu der Feststellung, dass diese Texte „vor offenem, codiertem, sekundärem und strukturellem Antisemitismus“ strotzen. Wenn man entsprechende Anspielungen verwende, Juden aber nicht direkt nenne, können laut Rajal diese „Codes vom Zielpublikum verstanden (oder eben auch ignoriert) werden“.
Der Soziologe Thorsten Mense (2018) bescheinigte der IB ein „totalitäres Weltbild, in dem jeder einzelne Mensch unentrinnbar ‚seiner‘ Kultur und Herkunft untergeordnet wird und Pluralismus als Bedrohung gilt“. Er wies darauf hin, dass – auch wenn die Identitären immer betonten, keine Rassisten zu sein – es Rassismus, „nur unter ‚ethnokulturellen‘ Vorzeichen“, sei, „Menschen in ‚organische Gemeinschaften‘ einzuteilen, ihnen aufgrund von Herkunft, Kultur und Religion unveränderliche Eigenschaften zuzuschreiben und eine grundsätzliche, naturgegebene Unvereinbarkeit zwischen ihnen und anderen Gruppen zu konstatieren“.

### Medien und praktische Politik
Der deutsch-französische Journalist und Jurist Bernard Schmid, dessen Themenschwerpunkt die extreme Rechte in Frankreich und Europa ist, ordnet die französische Génération Identitaire als „rechtsextrem“ ein (2012).
Stefan Glaser von jugendschutz.net, einer Jugendschutzeinrichtung der Bundesländer, arbeitete in einer Studie zum Rechtsextremismus heraus, dass die Identitären Rassismus kaschierten und die Bewegung als „neue – rechtsextreme – Strömung“ zu bewerten sei (2013).
Die Bundesregierung stellte 2013 auf eine Kleine Anfrage im Bundestag hin fest, identitäre „offen rassistische, fremdenfeindliche oder volksverhetzende Äußerungen“ seien ihr „nicht bekannt“. Allein die französische „Génération Identitaire“ qualifizierte sie als „rechtsextremistisch“. Man „prüfe“, inwieweit es „tatsächliche Anhaltspunkte“ für gegen die Verfassung gerichtete Bestrebungen geben könne. Ferner gebe es Hinweise, dass Rechtsextremisten versuchten, die Identitäre Bewegung Deutschland zu unterwandern.
Andreas Speit (2014), Fachjournalist für Rechtsextremismus, beurteilt Ideologie und Tradition der Identitären Bewegung als „rechtsextrem“. Antihumanistische und antidemokratische Vorstellungen der Vergangenheit lebten dort auf. Es gebe „geistige Anleihen bei Carl Schmitt“.
Laut den Fachjournalisten Toralf Staud, Johannes Radke und Heike Kleffner vertritt die Identitäre Bewegung „klassische islamfeindliche, rassistische und demokratiefeindliche Positionen“ (2014). Es handle sich um „neu-rechte und rechtsextreme Aktivisten“. Erste nachrichtendienstliche Meinungen von einem vor allem virtuellen Phänomen seien hinfällig.
Das Bayerische Innenministerium erklärte 2014 auf eine schriftliche Anfrage von SPD-Abgeordneten im Landtag, bei der Identitären Bewegung gebe es „Hinweise, die auf rechtsextreme Ideologiefragmente schließen lassen“, aber bislang „keine hinreichend gewichtigen und zurechenbaren tatsächlichen Anhaltspunkte“, die eine nachrichtendienstliche Beobachtung in Bayern rechtfertigen würden.
Die durch Rechtsextremismusexperten betreute Schweizer Informationsplattform rechtsextremismus.ch beschreibt die „Identitären“ als „eine neue Strömung innerhalb der extremen Rechten“ (2015).
Dem Journalisten Daniel Erk (Die Zeit, 2019) zufolge geben sich die Identitären den Anschein „rechtsextreme[r] Intellektueller“, die „rechtsextrem genug für die Mitglieder, bürgerlich genug für die Spender und klammheimlichen Unterstützer“ seien. Die Bewegung sei das Kalkül, „die ‚Assoziationskette rechts – rechtsradikal – Nazi – Auschwitz‘ zu durchbrechen“. Mit der Verbreitung des Schlagworts vom „Großen Austausch“, demzufolge es auch für „die Enkel der Enkel“ keine Integration geben könne, hätten sich die Identitären „quasi vorsorglich gegen den Bedeutungsverlust“ radikalisiert. Ihr Aktionismus und der Terrorismus von Christchurch speisten sich „aus der gleichen Paranoia.“ Sie seien „völkische Verbündete, vereint durch Verschwörungstheorien und rassistische Rhetorik“.
Im Sommer 2020 sperrte der Mikroblogging-Dienst Twitter in Deutschland, Österreich, Dänemark, Italien und Frankreich zahlreiche Konten von Benutzern, die der Identitären Bewegung zugerechnet wurden, darunter auch das von Martin Sellner. Twitter begründete dies damit, dass von diesen Konten Terrorismus und Gewalt verherrlicht worden seien. Im Juli 2020 schloss sich die Videoplattform YouTube der Maßnahme an.
Laut Patrick Bahners arbeiten die Identitären der „nationalistischen Internationalen, von der rechte Intellektuelle träumen“, zu, „indem sie die Funktionen einer Jugendorganisation, einer Denkfabrik und einer Werbeagentur“ verbinden. Ihre „parodistische oder auch bloß plagiatorische Übernahme linker Störmanöverkonzepte“ sei für einige Jahre auch von den Medien rezipiert worden.

### Inlandsnachrichtendienste in der EU
Deutschland
Der damalige Präsident des deutschen Bundesamtes für Verfassungsschutz (BfV) Hans-Georg Maaßen bezeichnete die Identitäre Bewegung im Jahr 2013 noch als eine virtuelle Erscheinungsform des Rechtsextremismus mit „bislang wenig Realweltbezug“.
Im Juli 2019 stufte der Verfassungsschutz (BfV) die Identitäre Bewegung Deutschland nach dreijähriger Prüfung als klar rechtsextremistisch ein und kann sie in der Folge mit allen nachrichtendienstlichen Mitteln beobachten. BfV-Präsident Thomas Haldenwang erklärte: „Diese geistigen Brandstifter stellen die Gleichheit der Menschen oder gar ihre Menschenwürde an sich infrage, reden von Überfremdung, erhöhen ihre eigene Identität, um andere abzuwerten und schüren gezielt Feindbilder.“
Das Kölner Verwaltungsgericht entschied im September 2019, dass der Verfassungsschutz die Bezeichnung „gesichert rechtsextremistisch“ widerrufen müsse. Lediglich die Bezeichnung „Verdachtsfall“ sei zulässig. Das BfV entfernte daraufhin die entsprechende Pressemeldung und legte Beschwerde beim Oberverwaltungsgericht ein, da es „Begründung und Ergebnis des Beschlusses“ für nicht überzeugend hält. Im Juni 2020 wies das Verwaltungsgericht Berlin einen Eilantrag der Identitären Bewegung zurück, womit die Bezeichnung „gesichert rechtsextrem“ im Verfassungsschutzbericht zulässig ist. Über die Bestrebungen der Identitären gegen die freiheitliche demokratische Grundordnung dürfe das Bundesinnenministerium die Öffentlichkeit unterrichten.
Laut Volker Weiß mache die behördliche Beobachtung die Identitäre Bewegung in Deutschland zu einer Belastung für die AfD und andere Verbündete.
Laut Verfassungsschutzbericht 2020 fülle die „Identitäre Bewegung Deutschland“ (IBD) „im neurechten Netzwerk die Position einer aktionsorientierten außerparlamentarischen Jugendorganisation aus. Sie pflegt ein elitäres Selbstverständnis und legt ihren Fokus auf medienwirksame Aktionen im öffentlichen Raum, die sich insbesondere gegen Migration, eine behauptete ‚Islamisierung‘ und einen angeblichen ‚Bevölkerungsaustausch‘ richten.“
Österreich
Das österreichische Bundesministerium für Inneres / Bundesamt für Verfassungsschutz und Terrorismusbekämpfung hat die Bewegung wiederholt als rechtsextrem eingestuft. 2014 attestierte der Verfassungsschutz ihr ein „rassistisch/nationalistisch geprägte[s] Weltbild“, das mit „pseudo-intellektuellen“ Mitteln verschleiert werden solle. Die „Distanzierung vom Neonazismus“ sei nur taktisch. Es befänden sich „amtsbekannte Neonazis“ in den Reihen der „Bewegung“, und man pflege „Kontakte in andere rechtsextremistische Szenebereiche“ hinein.
Frankreich
Die Abteilung Rechtsextremismus und Hooliganismus des französischen Inlandsgeheimdienstes DCRI beobachtet die identitäre Szene (Stand 2012). Einen Teil ihrer Aktivisten führte sie 2012 in der Kategorie „S“ (für „Sûreté de l’Etat“ = Staatssicherheit[sgefährder]).

## Sozioökonomischer Kontext
Der Publizist Andreas Speit sieht die Identitäre Bewegung begünstigt durch die neoliberale Wirtschaftspolitik. Sie habe die Menschen weitgehend dem unregulierten Markt überlassen und soziale Fragen vernachlässigt. Stattdessen sei jeder für seinen eigenen Erfolg verantwortlich gemacht worden; ein „radikaler Individualismus“ habe die solidarische Gemeinschaft verdrängt. Insbesondere die untere Mittelschicht sei von einer Erosion ihrer sozioökonomischen Basis und damit einhergehenden Statusverlusten betroffen. Sinkende Empathie für die Mitmenschen und rechte Ressentiments sowie letztlich die Gruppen- und Verteilungskämpfe der Identitären Bewegung seien dadurch begünstigt worden.

## Literarische Rezeption
In dem 2015 erschienenen Roman Unterwerfung des französischen Schriftstellers Michel Houellebecq spielen „Identitäre“ eine tragende Rolle. Houellebecq beschreibt Konversionen von Angehörigen des französischen Bildungsbürgertums zum Islam. Seine Konvertiten sind zum Teil „Identitäre“. Nach dem Wahlsieg der Muslimbruderschaft kommt es in dem Roman zu bürgerkriegsähnlichen Zuständen zwischen Islamisten und den vermeintlichen „Ureinwohnern Europas“. Der Autor male, so ein Rezensent, „ein Horrorszenario von der Machtübernahme durch den politischen Islam“ aus. In zahlreichen Rezensionen wurde das Werk kontrovers diskutiert und sehr unterschiedlich bewertet.

## Reportagen
- RTL News: Aufgedeckt – Verbindungen zwischen AfD und Identitärer Bewegung | Extra – Das Magazin auf YouTube, 24. September 2024 (Laufzeit: 30:37 min).
- MDR Investigativ: Vertreibungspläne als „Remigration“ – Wie verflochten sind Identitäre Bewegung und AfD? auf YouTube, 1. Februar 2024 (Laufzeit: 9:30 min).
- Rainer Fromm, Udo Frank: Vergiftete Heimat – Die netten Rechten von nebenan. (YouTube-Video – 45:14min.) SWR Doku über die Identitäre Bewegung. In: FFFramework TV & Media GmbH. Südwestrundfunk (SWR), April 2021.
- Jaafar Abdul Karim: Dresden: Hass und Rassismus bei rechtsextremen Festival. (YouTube-Video – 6:58min.) Treffen der rechtsextremen Identitären Bewegung. Deutsche Welle (DW), August 2018.
- Cornelius Janzen: Gegen Multi-Kulti. Die „Identitäre Bewegung“. Sie marschieren vor dem Brandenburger Tor mit gelb-schwarzen Fahnen auf, organisieren Techno-Tanz-Flashmobs und machen in Blogs und bei Facebook mobil: Die „Identitäre Bewegung“ sieht sich als Speerspitze einer neuen Bewegung. Bei den „Identitären“ präsentiert sich alter Islamhass im neuen Gewand. Was verbirgt sich hinter dieser neuen Jugendbewegung? In: Kulturzeit. 3sat.de, 6. März 2013, archiviert vom Original (nicht mehr online verfügbar) am 3. Juni 2013.
- Birgit Sauer, Stefanie Mayer: A European Youth Against Europe? Identity and Europeanness in the Austrian ‘Identitarian’ Discourse. (Memento vom 4. Juli 2015 im Internet Archive; PDF; 157 kB) e-Engagement Against Violence, University of Leicester, 2014.
- Andreas Speit: Revolution in neuem Gewand. Aus Frankreich kommend sorgt seit 2012 auch hierzulande die sogenannte „Identitäre Bewegung“ für einiges Aufsehen. Auch wenn die Gruppe das Gegenteil behauptet: Ihre Ideologie und die Tradition, auf die sie sich berufen, sind rechtsextrem. In: bpb.de. Bundeszentrale für politische Bildung, 18. März 2014, archiviert vom Original (nicht mehr online verfügbar) am 18. August 2014.
- Arndt Ginzel, Ulrich Stoll: Die neue Bewegung der Identitären. (Memento vom 6. November 2014 im Internet Archive) In: frontal21, ZDF, 4. November 2014.